# Валі-ду-Ріу-Досі (мезорегіон)

Валі-ду-Ріу-Досі на карті штату Мінас-Жерайс

Валі-ду-Ріу-Досі (порт. Mesorregião do Vale do Rio Doce) — адміністративно-статистичний мезорегіон в Бразилії, входить в штат Мінас-Жерайс. Населення становить 1588 тис. чоловік на 2006 рік. Займає площу 41 809,873 км². Густота населення — 38,0 чол./км².

## Склад мезорегіону
В мезорегіон входять наступні мікрорегіони:
1. Айморес
2. Говернадор-Валадаріс
3. Гуаньяйнс
4. Іпатінга
5. Каратінга
6. Мантена
7. Песанья

| Бразилія | Це незавершена стаття з географії Бразилії. Ви можете допомогти проєкту, виправивши або дописавши її. |